# Campeonato Carioca de Futebol de 2023 - Série B1
O Campeonato Carioca da Série B1 de 2023 foi a 43ª edição da terceira divisão do campeonato estadual de futebol profissional do Rio de Janeiro. A competição foi organizada pela Federação de Futebol do Estado do Rio de Janeiro (FERJ). Foi disputada no período compreendido entre 9 de setembro e 2 de dezembro. Desde 2021, a Terceira Divisão do Campeonato Carioca é chamada de Série B1.

## Regulamento
A competição teve 12 clubes. Assim como a edição anterior, o campeonato não contou com o formato da edição de 2021, com 2 grupos de 6 equipes cada, que jogavam em 2 turnos.
Na primeira fase — também chamada de Taça Corcovado, anteriormente Taça Maracanã — , os clubes jogarão em turno único entre si, classificando-se para as semifinais os 4 primeiros colocados. O primeiro colocado, se necessário aplicados os critérios de desempate, será declarado o campeão da Taça Corcovado.
As semifinais serão formadas por meio de cruzamento olímpico, ou seja, o primeiro colocado enfrenta o quarto colocado e o segundo colocado enfrenta o terceiro. As semifinais serão disputadas em jogos de ida e volta, com a equipe de cada chave que tiver a melhor campanha na primeira fase terá a vantagem do empate e do mando de campo do primeiro ou do segundo jogo das semifinais. Os vencedores de cada semifinal avançarão à final e estarão classificados para a Série A2 de 2024.
A final será disputada em jogos de ida e volta, sem vantagem de empate para nenhum dos lados. Em caso de empate em pontos e saldo de gols, haverá disputa de pênaltis. O vencedor será declarado campeão do torneio.
Os 2 clubes piores colocados na Taça Corcovado serão rebaixados para a Série B2 de 2024.

## Promovidos e rebaixados
| Pos. | Rebaixado da Série A2 2023  |
| ---- | --------------------------- |
| 11º  | Macaé                       |
| 12º  | Friburguense                |
| Pos. | Promovidos da Série B2 2022 |
| 1º   | Barra da Tijuca             |
| 2º   | Goytacaz                    |

| Pos. | Mantidos da Série B1 2022 |
| ---- | ------------------------- |
| 2º   | Pérolas Negras            |
| 3º   | Serrano                   |
| 4º   | Duque de Caxias           |
| 5º   | Paduano                   |
| 6º   | São Gonçalo EC            |
| 7º   | Serra Macaense            |
| 8º   | 7 de Abril                |
| 9º   | Nova Cidade               |

## Participantes
| Equipe          | Cidade                 | Em 2022             | Estádio         | Capacidade | Títulos            |
| --------------- | ---------------------- | ------------------- | --------------- | ---------- | ------------------ |
| 7 de Abril      | Rio de Janeiro         | 8º                  | Moça Bonita     | 9 024      | 0 (não possui)     |
| Barra da Tijuca | Rio de Janeiro         | 1º (Série B2)       | Antunes         | 774        | 0 (não possui)     |
| Duque de Caxias | Duque de Caxias        | 4º                  | Marrentão       | 3 334      | 0 (não possui)     |
| Friburguense    | Nova Friburgo          | 12º (Série A2 2023) | Eduardo Guinle  | 5500       | 0 (não possui)     |
| Goytacaz        | Campos dos Goytacazes  | 2º (Série B2)       | Ary de Oliveira | 5 800      | 1 (2011)           |
| Macaé           | Macaé                  | 11º (Série A2 2023) | Moacyrzão       | 15 000     | 1 (1998)           |
| Nova Cidade     | Nilópolis              | 9º                  | Joaquim Flores  | 500        | 1 (2018)           |
| Paduano         | Santo Antônio de Pádua | 5º                  | Moça Bonita     | 9 024      | 2 (último em 2012) |
| Pérolas Negras  | Resende                | 2º                  | Trabalhador     | 4 600      | 1 (2020)           |
| São Gonçalo EC  | São Gonçalo            | 6º                  | Alzirão         | 900        | 2 (último em 2016) |
| Serra Macaense  | Macaé                  | 7º                  | Ferreirão       | 900        | 1 (2000)           |
| Serrano         | Petrópolis             | 3º                  | Atílio Marotti  | 8 500      | 1 (1992)           |

## Taça Corcovado
| 1  | Duque de Caxias | 25 | 11 | 8 | 1 | 2  | 19 | 9  | +10 | 2  | 7  | 3  | 2  | 2  | 2  | 2  | 1  | 2  | 1  | 1  |
| 2  | Serrano         | 23 | 11 | 7 | 2 | 2  | 23 | 13 | +10 | 1  | 5  | 2  | 1  | 1  | 1  | 1  | 2  | 1  | 3  | 2  |
| 3  | Barra da Tijuca | 22 | 11 | 6 | 4 | 1  | 23 | 9  | +14 | 6  | 4  | 5  | 6  | 4  | 3  | 4  | 3  | 3  | 4  | 3  |
| 4  | Goytacaz        | 21 | 11 | 6 | 3 | 2  | 17 | 11 | +6  | 8  | 8  | 6  | 7  | 5  | 4  | 3  | 4  | 4  | 2  | 4  |
| 5  | Friburguense    | 21 | 11 | 6 | 3 | 2  | 16 | 11 | +5  | 7  | 9  | 10 | 8  | 6  | 6  | 7  | 6  | 5  | 5  | 5  |
| 6  | Paduano         | 15 | 11 | 4 | 3 | 3  | 15 | 10 | +5  | 10 | 6  | 4  | 3  | 3  | 5  | 5  | 8  | 6  | 6  | 6  |
| 7  | Pérolas Negras  | 14 | 11 | 4 | 2 | 5  | 14 | 13 | +1  | 3  | 1  | 1  | 5  | 8  | 9  | 6  | 5  | 7  | 7  | 7  |
| 8  | Macaé           | 13 | 11 | 4 | 1 | 6  | 17 | 18 | –1  | 4  | 2  | 7  | 4  | 7  | 7  | 10 | 10 | 10 | 9  | 8  |
| 9  | São Gonçalo EC  | 12 | 11 | 3 | 3 | 5  | 13 | 12 | +1  | 9  | 3  | 8  | 9  | 10 | 10 | 8  | 9  | 9  | 10 | 9  |
| 10 | Nova Cidade     | 12 | 11 | 3 | 3 | 5  | 11 | 13 | –2  | 11 | 11 | 9  | 10 | 11 | 8  | 9  | 7  | 8  | 8  | 10 |
| 11 | Serra Macaense  | 6  | 11 | 1 | 3 | 7  | 12 | 19 | –7  | 5  | 10 | 11 | 11 | 9  | 11 | 11 | 11 | 11 | 11 | 11 |
| 12 | 7 de Abril      | 0  | 11 | 0 | 0 | 11 | 6  | 48 | –42 | 12 | 12 | 12 | 12 | 12 | 12 | 12 | 12 | 12 | 12 | 12 |

     Classificados para as semifinais do Campeonato
     Rebaixados para a Série B2

### Premiação
| Taça Corcovado de 2023               |
| Border                               |
| ------------------------------------ |
| Duque de Caxias Campeão (1.º título) |

## Fase Final
Em itálico, as equipes que possuem o mando de campo no primeiro jogo do confronto e em negrito as equipes classificadas.
|  | Semifinais      | Semifinais | Semifinais | Semifinais |   |                 | Final | Final | Final | Final |
|  |                 |            |            |            |   |                 |       |       |       |       |
|  | Duque de Caxias | 1          | 2          | 3          |   |                 |       |       |       |       |
|  | Goytacaz        | 0          | 0          | 0          |   |                 |       |       |       |       |
|  | Goytacaz        | 0          | 0          | 0          |   | Duque de Caxias | 0     | 1     | 1     |       |
|  |                 |            |            |            |   | Duque de Caxias | 0     | 1     | 1     |       |
|  |                 | Serrano    | 0          | 0          | 0 |                 |       |       |       |       |
|  | Serrano         | Serrano    | 0          | 0          | 0 | 0               | 1     | 1     |       |       |
|  | Serrano         |            |            |            |   | 0               | 1     | 1     |       |       |
|  | Barra da Tijuca | 0          | 1          | 1          |   |                 |       |       |       |       |

## Premiação
| Campeonato Carioca de 2023 - Série B1 |
| Border                                |
| ------------------------------------- |
| Duque de Caxias Campeão (1.º título)  |